# Dolichoderus bruneti
Dolichoderus bruneti är en myrart som beskrevs av Théobald 1937. Dolichoderus bruneti ingår i släktet Dolichoderus och familjen myror. Inga underarter finns listade i Catalogue of Life.